# 千田隼生
千田 隼生（せんだ はやお、1938年7月30日 - 2020年4月25日）は、日本の俳優である。プロダクション・タンク、劇団銅鑼所属。岩手県出身。

## 来歴
東京学芸大学卒業。劇団民芸に所属していた。
2020年4月25日、肺癌のため死去。81歳没。

## 出演作品

### テレビ
- 焼け跡から生まれた憲法草案
- ハローグッバイ
- 銭形平次[要出典]
- 古都
- お水の花道
- はみだし刑事情熱系
- 隠密奥の細道
- 女のサスペンス おびえた天使
- 美の巨人たち
- 伝七捕物帳 第85話 「恋の飛脚は東海道」（1975年、NTV）

### ラジオ
- NHK
  - FMシアター『その堤を超えて』
  - ラジオドラマ『イーシャの舟』

### 映画
- マルサの女II
- ブラックボード
- 座頭市
- 麻雀放浪記
- あげまん
- 美味しんぼ
- おとなしい日本人(今村昌平監督 9.11短編フィルム)
- FLOWERS -フラワーズ-

### 舞台
- 郡上の立百姓(劇団民芸)
- 橋
- 炎の人
- 燃える雪
- センポ・スギハァラ
- マクベス
- オセロー
- ラブソング
- 俺たちの甲子園
- 池袋モンパルナス
- ヨーン・ガブリエル・ボルグマン
- ああ、フィレンチェ!〜国盗られ物語〜(平石耕一作・演出)
- はい、奥田製作所。(小関直人作 山田昭一演出)

### Vシネマ
- 荒ぶる魂たち

### アニメ
- 蟲師（本家のじいさま）

### VP
- 「遠野の昔話『つぶむすこ』」(ナレーション)

### 方言指導
- TBS 塀の中の中学校
- TX 信濃のコロンボ